# Poike

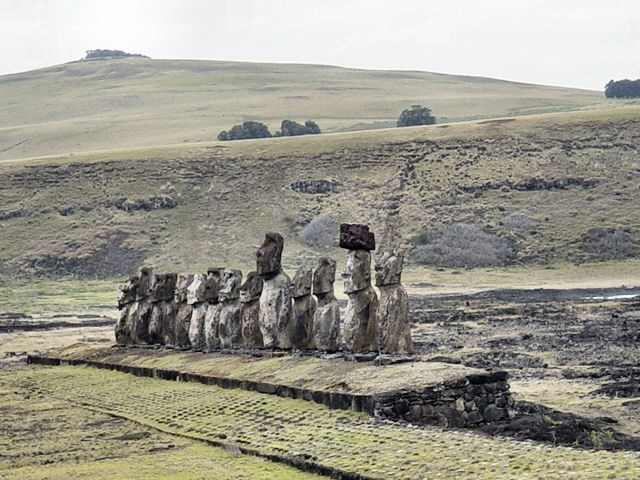
Ahu Tongariki met de Poike op de achtergrond

Rapa Nui met de Poike (uiterst rechts), Maunga Terevaka en Rano Kau

De Poike is een van de drie niet-actieve vulkanen die samen het eiland Rapa Nui (Paaseiland) vormen. Met zijn hoogte van 370 meter vormt hij de op een na hoogste piek op het eiland, na Maunga Terevaka.